# Homeshake
 (mai 2021).
La mise en forme du texte ne suit pas les recommandations de Wikipédia : il faut le « wikifier ».
Les points d'amélioration suivants sont les cas les plus fréquents. Le détail des points à revoir est peut-être précisé sur la page de discussion.
- Les titres sont pré-formatés par le logiciel. Ils ne sont ni en capitales, ni en gras.
- Le texte ne doit pas être écrit en capitales (les noms de famille non plus), ni en gras, ni en italique, ni en « petit »…
- Le gras n'est utilisé que pour surligner le titre de l'article dans l'introduction, une seule fois.
- L'italique est rarement utilisé : mots en langue étrangère, titres d'œuvres, noms de bateaux, etc.
- Les citations ne sont pas en italique mais en corps de texte normal. Elles sont entourées par des guillemets français : « et ».
- Les listes à puces sont à éviter, des paragraphes rédigés étant largement préférés. Les tableaux sont à réserver à la présentation de données structurées (résultats, etc.).
- Les appels de note de bas de page (petits chiffres en exposant, introduits par l'outil «  Source ») sont à placer entre la fin de phrase et le point final[comme ça].
- Les liens internes (vers d'autres articles de Wikipédia) sont à choisir avec parcimonie. Créez des liens vers des articles approfondissant le sujet. Les termes génériques sans rapport avec le sujet sont à éviter, ainsi que les répétitions de liens vers un même terme.
- Les liens externes sont à placer uniquement dans une section « Liens externes », à la fin de l'article. Ces liens sont à choisir avec parcimonie suivant les règles définies. Si un lien sert de source à l'article, son insertion dans le texte est à faire par les notes de bas de page.
- La présentation des références doit suivre les conventions bibliographiques. Il est recommandé d'utiliser les modèles {{Ouvrage}}, {{Chapitre}}, {{Article}}, {{Lien web}} et/ou {{Bibliographie}}. Le mode d'édition visuel peut mettre en forme automatiquement les références.
- Insérer une infobox (cadre d'informations à droite) n'est pas obligatoire pour parachever la mise en page.

Pour une aide détaillée, merci de consulter Aide:Wikification.
Si vous pensez que ces points ont été résolus, vous pouvez retirer ce bandeau et améliorer la mise en forme d'un autre article.
Homeshake (stylisé HOMESHAKE) est le projet musical solo de Peter Sagar, né le 15 mars 1990 à Edmonton, et auteur-compositeur-interprète basé à Montréal.
Connu pour avoir été le guitariste live de Mac DeMarco, il quitte la formation en 2014 pour se consacrer à sa carrière solo.

## Biographie

### Débuts
Sagar est originaire d'Edmonton où il fait notamment la rencontre de Mac DeMarco avec lequel il forme le groupe Outdoor Miners.
Avec des contributions de Mark Goetz, Greg Napier et Brad Loughead, le projet HOMESHAKE débute en 2012. Fixture Records publie sa première cassette, The Homeshake Tape, en janvier 2013, ainsi que sa seconde, intitulée Dynamic Meditation, en octobre 2013.

### Exposition grandissante

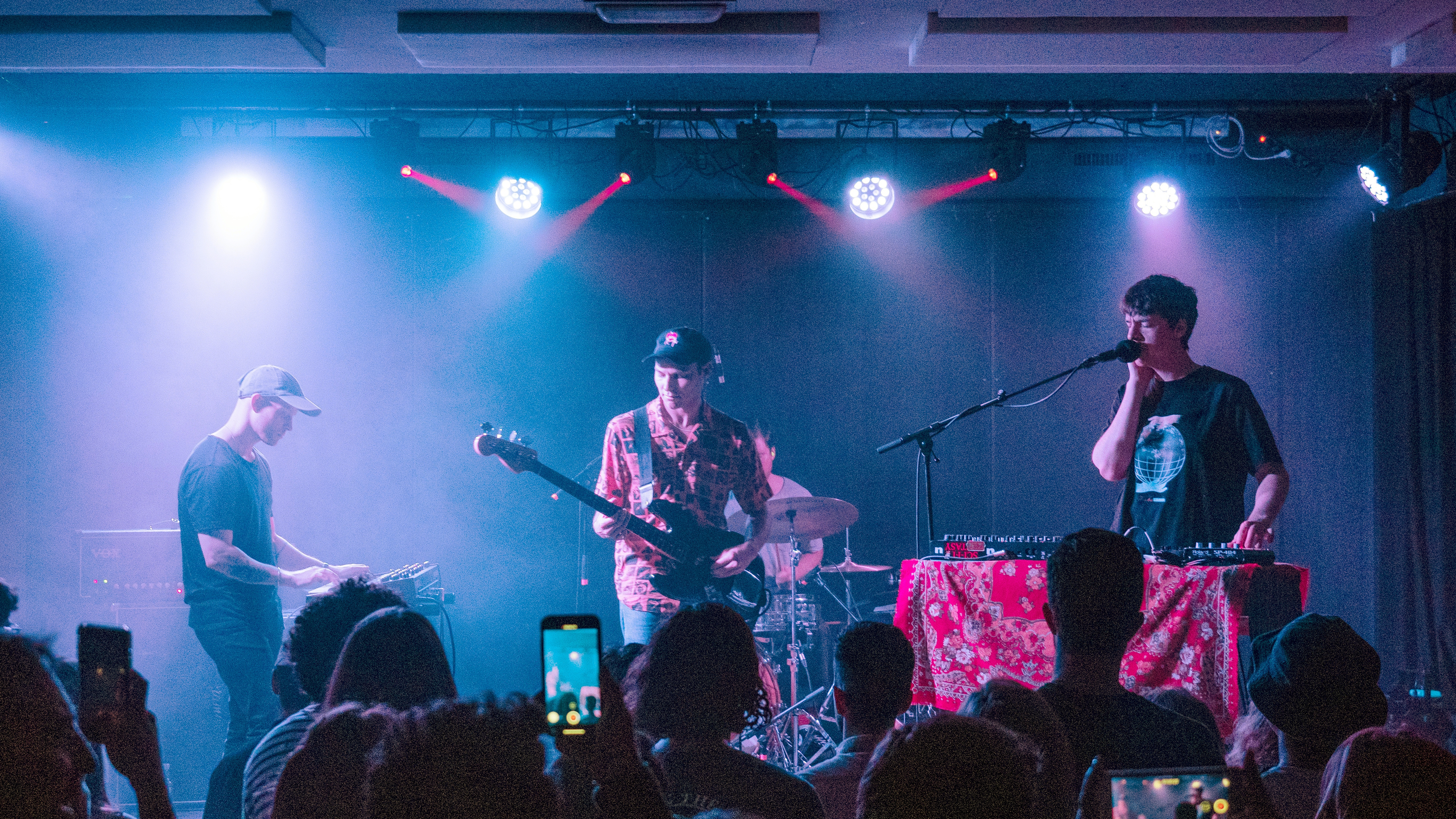
Homeshake en 2019.

Après la tournée mondiale aux côtés de Mac DeMarco, Sagar décide de rentrer à Montréal pour retrouver un rythme de vie normal. HOMESHAKE nait véritablement du mal de pays vécu par le musicien durant cette tournée.
Le projet débute alors en 2014 avec l'album In the Shower, construit autour de la guitare à effet lo-fi. Son deuxième album, Midnight Snack, sort le 18 septembre 2015. Les albums suivants, Fresh Air le 3 février 2017 et Helium le 15 février 2019, incorporent plus d'électronique et d'expérimentation.
Le 7 novembre 2019, dans le cadre de la promotion de l'album Helium, Sagar dévoile le single « Like Mariah » en référence à la chanteuse Mariah Carey.
Le 19 avril 2021, Homeshake accompagne Juan Wauters sur le single Monsoon, présent sur l'album Real Life Situations de Wauters.

## Style musical
La plupart des critiques relèvent la dimension intimiste et minimaliste de ses harmonies, mais aussi le spleen présent dans sa musique,,.
Pendant la promotion de Fresh Air, il reconnait l'influence du producteur J Dilla mais aussi celle de Prince, Curtis Mayfield ou D'Angelo. Lors de la composition de Helium, Sagar montre de l'intérêt pour l'oeuvre de Haruki Murakami ainsi que pour la pop japonaise des années 80, en particulier « la texture des instruments et l’utilisation très avant-gardiste des synthétiseurs. ». 
Les pochettes sont réalisées par sa compagne Salina Ladha,.

## Discographie

### Albums studio
- In the Shower (2014)
- Midnight Snack (2015)
- Fresh Air (2017)
- Helium (2019)

### Albums Remix
- Helium Remixes (2019)

### EPs
- Haircut (2020)

### Singles
- "Making a Fool of You" (2014)
- "Cash Is Money" (2014)
- "I Don't Play" (2015)
- "Heat" (2015)
- "Faded" (2015)
- "Give It to Me" (2015)
- ";(" (2016)
- "Call Me Up" (2016)
- "Every Single Thing" (2017)
- "Khmlwugh" (2017)
- "Like Mariah" (2018)
- "Nothing Could Be Better" (2018)
- "Just Like My"  (2019)
- "Another Thing" (2019)
- "Sesame" (2020)

### Cassettes et mixtapes
- The Homeshake Tape (2013)
- Dynamic Meditation (2013)